# La Chaux-du-Milieu
La Chaux-du-Milieu – miejscowość i gmina w zachodniej Szwajcarii, w kantonie Neuchâtel.

## Historia
Miejscowość pierwszy raz została wzmiankowana w 1310 roku jako Calvum de Escoblo, następnie zmieniało nazwę na Chaux de Cachot i Chaux Baussan. 

## Demografia
W La Chaux-du-Milieu mieszka 513 osób. W 2021 roku 5,7% populacji gminy stanowiły osoby urodzone poza Szwajcarią. 

## Transport
Przez teren gminy przebiega droga główna nr 170. 